# Ugarit
Ugarit je feničansko arheološko najdišče v Siriji, nekaj km severno od pristaniškega mesta Latakija, v bližini modernega naselja Ras Šamra (arabsko رأس شمره). Mestna država, ki je svoj višek dosegla med 
1450 pr. n. št. in 1200 pr. n. št., je vzdrževala stike z Egiptom in Ciprom, kar lahko sklepamo po najdenih zapisih in ostankih ciprskih in mikenskih vrčev. 

## Izkopavanja
Položaj Ugarita je bil neznan vse do leta 1928, ko je neki alavitski kmet med obdelovanjem polja po naključju odkril vhod v grobnico. Najdišče so nemudoma začeli izkopavati francoski arheologi pod vodstvom Clauda Schaefferja iz Prazgodovinskega in galsko - rimskega muzeja v Strasbourgu. Izkopavanja so pokazala, da je šlo za pomebno mesto ob boku Uru in Eriduju z najstarejšimi ostanki segajočimi skoraj 8 tisočletij nazaj.

### Neolitik
Čeprav je bila lokacija naseljena že pred tem, je bil neolitski Ugarit tako pomeben, da je bil okoli leta 6000 pr. n. št. utrjen z obzidjem. 

### Poznejše zgradbe
Odkrita je bila kraljevska palača z 90 sobami, razporejenimi okoli osmih dvorišč. Poleg nje so izkopali več bivalnih zgradb, dve z zasebnima knjižnicama (ena je pripadala diplomatu Rapanuju) z diplomatskimi, pravnimi, upravnimi, znanstvenimi, književnimi in verskimi besedili. Na vrhu hriba, kjer je stalo mesto, sta kraljevala dva templja. Eden je bil posvečen Elovemu sinu »kralju« Baalu, drugi bogu plodnosti in žita Dagonu.

### Arhivi
Ob izkopavanju je bilo odkritih več skladišč glinenih klinopisnih plošč, ki so pripadale palačini, tempeljski in dvema zasebnima knjižnicama. Vse plošče so datirane z obdobja zadnje faze mesta, tj. okoli 1200 pr. n. št. Popisane so v štirih jezikih: sumerščini, akadščini (diplomatski jezik takratnega Bližnjega vzhoda), hurijščini in ugaritščini, o kateri se do odkritja Ugarita ni vedelo nič. V uporabi je bilo sedem različnih pisav: egipčanski in hetitski hieroglifi ter ciprsko - minojski, sumerski, akadski, hurijski in ugaritski klinopis. 
Leta 1958 je bila izkopana še ena knjižnica, vendar so bile plošče prodane na črnem trgu. Nekaj jih je uspel pridobiti Institut za antiko in krščanstvo v kalifornijskem Claremontu, kjer jih je Loren R. Fisher uredil leta 1971. Leta 1973 so med reševalnimi izkopavanji odkrili arhiv s 120 ploščami, leta 1994 pa na mestu kamnite zgradbe še nadaljnjih 300 plošč, ki pokrivajo« zadnja leta bronaste dobe. 

## Zgodovina
Ugarit je prvič pisno omenjen okoli leta 1800 pr. n. št. v bližnjem mestu Ebla. Bil je pod močnim vplivom Egipta, kar se je poznalo zlasti pri umetnosti. Prvi stik z Egiptom (in tudi prvi natančni časovni mejnik ugaritske civilizacije) je rdečkasta kroglica iz ogrlice, ki izvira iz časa faraona Senusreta I. (Srednje egipčansko kraljestvo, vladal 1971 pr.n. št.-1926 pr. n. št.). Najdena sta bila tudi stela in kipec faraonov Senusreta II. in Amenemheta III.
Pozneje je Ugarit padel pod nadzor plemen povezanih s Hiksi (verjetno Huriti in Mitani), ki so s svojim slogom prevladala nad egipčanskim slogom spomenikov. Kljub temu je Ugarit tudi v tem obdobju (med 16. in 13 stoletjem pr. n. št.) ohranil stike z Egiptom in Ciprom. 
Zadnji bronastodobni kralj Ugarita Hamurabi je bil sodobnik hetitskega kralja Šupiluliume II. Natančen datum njegove vladavine ni znan. Ugarit je bil uničen ob koncu bronaste dobe. Glede na najdbo meča z imenom egipčanskega faraona Merneptaha so  začetek uničenja datirali v leto 1230 pr. n. št. Klinopisna plošča, najdena leta 1986, dokazuje, da je bil dokončno uničen po Mernepthovi smrti, torej po 1190 pr. n. št. Zgodovinarji so si enotni, da je bil v 8. letu vladavine Ramzesa III. že uničen. Niso si pa enotni, ali je bil uničen pred ali po obdobju hetitske prestolnice Hatuša. V istem času je bilo prizadetih tudi mnogo drugih sredozemskih kultur, verjetno ob vpadih skrivnostnih »ljudi z morja«.

## Abeceda
Glej tudi članek Ugaritska abeceda
Ugaritski pisarji iz leta okoli 1400 pr. n. št. veljajo za izumitelje abecede. Iz klinopisnih znakov prirejenih 30 črk za ravno toliko glasov so zapisovali na glinene ploščice. Feničani so idejo abecede postopoma prenesli po obalah Egejskega morja. Z dokaj enostavnim konceptom v primerjavi z zapisom akadščine v klinopisu je  abeceda mnogim ljudem (npr. Minojcem z današnjega Knososa) odprla nova obzorja.

## Književnost
Zapisi na najdenih glinenih ploščicah vključujejo mitološka besedila v obliki pripovednih pesnitev, pisma, pravne dokumente (npr. posli z zemljišči), nekaj mednarodnih pogodb in številne upravne sezname. Znani so deli nekaterih pesnitev, npr. Legenda o Keretu,  Legenda o Danelu, Mit o Baal-Alijanu in Baalova smrt. Poezija vsebuje precej prvin, ki so prisotne v kasnejših hebrejskih pesmih, npr. paralelizem, metrika in ritem. Ugaritska odkritja so povzročila nova vrednotenja Stare zaveze, saj se nekateri viri zgodovinskih dogodkov in mitološki koncepti iz Biblije pojavijo že na ugaritskih  glinenih ploščicah.

## Religija
Religija temelji na vrhovnem bogu Elu, očetu človeštva in stvarniku stvarstva. Podobna naslova je imel izraelski Elohim. V Knjigi kraljev 22:19-22, kjer se Jahve sreča z nebeškim svetom, je podan opis nebes, kot je znan že iz ugaritskih besedil. Najpomembnejši izmed nižjih bogov so bili Baal, Ašerah (oba znana bralcem Biblije), Jam (bog viharnega morja) in Mot (bog smrti). Zanimivo je, da »jam« v hebrejščini pomeni morje, »mot« pa smrt.
Ugarit je globok vpliv pustil tudi na verstvi Kanaancev in Filistejcev ter delno tudi na versko obrede v izraelskem kraljestvu.

## Ugaritski kralji
Iz najdenih klinopisnih virov poznamo imena zadnjih nekaj ugaritskih kraljev.
???? - 1349 pr. n. št.: Amitamru I. 

1349 pr. n. št. - 1315 pr. n. št.: Nikmadu II. 

1315 pr. n. št. - 1313 pr. n. št.: Arhalba 

1313 pr. n. št. - 1260 pr. n. št.: Nikmepa 

1260 pr. n. št. - 1235 pr. n. št.: Amitamru II. 

1235 pr. n. št. - 1220 pr. n. št.: Ibiranu 

1220 pr. n. št. - 1215 pr. n. št.: Nikmadu III. 

1215 pr. n. št. - 1185 pr. n. št.: Ammurapi